# 安小蕎
安小蕎（1984年2月7日—），本名陳億雯，臺灣女模特兒、助理主持、演員和業餘賽車手。因喜歡玩賽車和擁有34D的巨乳、火辣身材而聞名。

## 生平
安小蕎本名為陳億雯，出生於臺北市。家中有兩個哥哥。她的興趣是占星算命、園藝花卉等，同時也喜歡賽車，擁有「賽車女神」的外號。三圍為34D、26、35。
安小蕎出道後，以模特兒的身份為許多媒體、廣告代言，如遊戲《臥龍Online》、《王者世紀Online》、《麻雀Online》、國際新車大展等。並曾上過許多節目，如《康熙來了》、《夢想街57號》、《風水有關係》、《綜藝大熱門》、《國光幫幫忙》、《麻辣天后宮》等。
2011年時，她曾在無名小站的「無名正妹排行榜」上獲得季軍。
2015年9月25日，據報導，安小蕎向桃園警方報案，指出有人盜用她的照片，並向他人謊稱是她的「雙胞胎姊姊」。
2015年12月27日，安小蕎為新書《安小蕎絕美性感寫真書》舉辦簽名會，連好友路雨希也現身；安小蕎承諾其書的版稅將全數捐出。

## 寫真書
- 《安小蕎絕美性感寫真書》

出版日期：2015年12月25日，出版商：尖端

## 電視劇
- 2019年：《鑑識英雄II 正義之戰》飾演：安小喬

## 節目通告
- 《娛樂大網ㄎㄚ》
- 《風水有關係》
- 《WOW！侯麻吉》
- 《康熙來了》
- 《夢想街57號》
- 《綜藝大熱門》
- 《國光幫幫忙》[8]
- 《今晚誰當家》
- 《我猜我猜我猜猜猜》
- 《超級好康A》
- 《今晚哪裡有問題》
- 《麻辣天后宮》

## 外部連結
- 安小蕎(Angel-Ann)粉絲玩美後援會